# NGC 7044
NGC 7044 (również OCL 198) – gromada otwarta znajdująca się w gwiazdozbiorze Łabędzia. Odkrył ją William Herschel 17 października 1786 roku. Jest położona w odległości ok. 10,8 tys. lat świetlnych od Słońca.